# Жутокљуна галица
Жутокљуна галица (лат. Pyrrhocorax graculus) је птица у породици врана, једна од две врсте из рода Pyrrhocorax. Његове две подврсте се гнезде на високим планинама од Шпаније на истоку, кроз јужну Европу и северну Африку до средње Азије и Непала, а могу се гнездити на већој надморској висини. Јаја се прилагођавају атмосфери што побољшава усвајање кисеоника и смањује губитак воде.
Има црно перје, жути кљун и црвене ноге. Парови се доживотно спајају и показују верност свом гнездилишту, које је обично пећина или пукотина на литици. Гради гнездо обложено гранчицама и полаже три до пет беличастих јаја са смеђим мрљама. Храни се, обично у јатима, на пашњацима, углавном бескичмењацима лети и воћем зими.
Иако је жртва предатора и паразита, промене у пољопривредној пракси узроковале су смањење локалног становништва. Ова распрострањена и богата врста није глобално угрожена. Климатске промене могу представљати дугорочну претњу померањем неопходног алпског станишта на веће надморске висине.

## Таксономија
Жутокљуну галицу је први пут описао Карл фон Лине као Corvus graculus у Systema Naturae 1766. У данашњи род, Pyrrhocorax, прикључио га је енглески орнитолог Мармадјук Тунстал у свом Ornithologia Britannica, заједно са јединим другим чланом рода, црвенокљуном галицом, P. pyrrhocorax. Раније се сматрало да су најближи рођаци вране, посебно чавке Corvus, али анализа ДНК и Cytochrome b показује да род Pyrrhocorax, заједно са трепетом са чегртачем (родом Temnurus), рано одступили од остатка вране.
Име рода потиче од грчког πύρρος (purrhos) и κόραξ (korax). Епитет врсте graculus на латинском значи чавка. Садашњи биномски назив жутокљуне галице се раније понекад примењивао на црвенокљуног. На енглеском језику реч chough првобитно је била алтернатива ономатопејског имена за чавку, Corvus monedula, на основу његовог узвика. Црвенокљуна галица, која је раније била нарочито честа у Корнволу и у почетку је била позната као корнишка галица, на крају је постала галица, име које се преносило из једног рода у други.
Жутокљуна галица има две постојеће подврсте:
- P. g. graculus, номинована подврста у Европи, северној Африци, Турској, Кавказу и северном Ирану.[3]
- P. g. digitatus, који су немачки природњаци Вилхелм Хемприх и Кристијан Готфрид Еренберг описали као P. alpinus 1833,[11] је већи и има јача стопала од номиноване расе.[3] Гнезди се у азијском подручју, углавном на Хималајима.[12]

Моравски палеонтолог Фердинанд Столичка је издвојио хималајску популацију као трећу подврсту, P. g. forsythi, што није прихваћено и обично се третира као синоним за digitatus. Плеистоценски облик из Европе био је сличан постојећој подврсти, а понекад се категорише као P. g. vetus.
Аустралијска белоглава галица, Corcorax melanorhamphos, упркос сличном облику кљуна и црном перју, у далекој вези је са осталим галицама.

## Опис
Одрасла подврста жутокљуног галица има црно перје, кратак жути кљун, тамно смеђе дужице и црвене ноге. Нешто је мањи од црвенокљуне галице, дужине 37–39 cm, репом 12–14 cm и распоном крила 75–85 cm, али има пропорционално дужи реп и краћа крила од свог сродника. Има сличан полет и лак лет. Полови су идентични по изгледу, иако је мужјак нешто већи од женке. Млади поседују тупи жути кљун и смеђе ноге. Чавка је мања и има сиво перје, а црвенокљуна галица има дугачак црвени кљун.
Подврста P. g. digitatus је просечно нешто већа од номинованог облика, тежине 191—244 g, за разлику од за P. g. graculus 188—252 g, и има јача стопала. У складу је са Бергмановим правилом које предвиђа да би највеће птице требало наћи на већим надморским висинама или у хладнијим и сушнијим регионима. Екстремитети тела, кљун и тарзус били су дужи у топлијим подручјима, у складу са Аленовим правилом. Чинило се да је температура најважнији узрок варијација тела жутокљуне галице.
Лет жутокљуне галице је брз и акробатски са ударцима крила. Његова велика маневарска способност је постигнута размахивањем репа, пресавијањем крила и летењем на литицама. Чак и у лету, може се разликовати од црвенокљуне галице по мање правокутним крилима и дужим, мање четвртастим репом.
Звуци које прави су preep, sweeeooo, chee-ow, churr који представља аларм за узбуну и разне тихе звукове које испушта за време одмара или исхране. У студији о палеарктичкој зони откривено је да су фреквенције позива показале обрнуту везу између величине и фреквенције тела, јер су веће у мањој популацији.

## Распрострањеност и станиште
Жутокљуна галица се гнезди у планинама од Шпаније на истоку, преко јужне Европе и Алпа преко средње Азије и Хималаја до западне Кине. Такође постоје у Мароку, на Корзици и на Криту. Представљају селице, мада марокански птице су основали малу колонију у близини Малага на југу Шпаније, одселе су у Чехословачкој, Гибралтару, Мађарској и Кипру.
Висинска је врста која се нормално размножава између 1260–2880 m у Европи, 2880–3900 m у Мароку и 3500–5000 m на Хималајима. Угнездила се на 6500 m, више од било које друге врсте птица, чак и надмашујући црвенокљуне галице чија је исхрана мање прилагођена највећим надморским висинама. Запажено је планинарење на Монт Еверест на надморској висини од 8200 m. Обично се гнезди у шупљинама и пукотинама на неприступачним стенама, мада локално користи и рупе између стена у пољима и храну за животиње на отвореним стаништима, као што су алпске ливаде и падине до дрвореда или ниже, а зими се често окупља око људских насеља, скијалишта, хотела и других туристичких објеката. Често чека храну поред прозора хотела.

## Понашање и екологија

### Узгој
Жутокљуна галица је друштвено моногаман и показује високу верност партнера лети и зими, из године у годину. Гнежђење обично почиње почетком маја и није колонијално, мада се у одговарајућем станишту неколико парова може гнездити у непосредној близини. Гломазна гнезда су састављена од корена, гранчица и стабљика биљака обложених травом, а могу се изградити на ивицама, у пећини или сличној пукотини на литици или у напуштеној згради. Излегну 3—5 беличастих јаја, просечно 339 mm × 249 mm величине, која су тамноцрвена, кремаста или светлозелена и означена малим смеђим мрљама. Женка их инкубира 14—21 дан пре излегања. Јаја су обложена, за разлику од црвенокљуних галица који су скоро голи,[./Alpine_chough#cite_note-agd-30 добити] перје 29—31 дана од излегања. Младе птице хране оба родитеља, а могу их хранити и друге одрасле када су побегле и придружиле се јату. Узгој је могућ на високим планинама јер јаја имају релативно мање пора од оних код низинских врста и губе мање воде испаравањем при ниском атмосферском притиску. Ембрион врста птица које се размножавају на великој надморској висини такође имају хемоглобин са генетски одређеним високим афинитетом за кисеоник.
На западним италијанским Алпама жутокљуна галица се гнезди на великом броју различитих локација од црвенокљуне, користећи природне литице, рупе и напуштене зграде, док се црвенокљуна користи само природним литицама (мада се гнезди у старим зградама на другим местима). Жутокљуна галица полаже јаја око месец дана касније од свог сродника, иако су успех при узгоју и репродуктивно понашање слични, што настаје због истих јаких еколошких ограничења у понашању при узгоју.
Студија три различите европске популације је показала средњу величину од 3,6 јаја која су произвела 2,6 пилића, од којих је 1,9 излегло. Стопа преживљавања одраслих је варирала 83—92%, без значајних разлика између мужјака и женки. Опстанак птица прве године био је 77%, мањи од преживљавања одраслих. Људска храна није утицала на успех узгоја.

### Храњење
На лето, на Алпима, се углавном хране бескичмењацима прикупљених са пашњака, као што су тврдокрилци (Selatosomus aeneus и Otiorhynchus morio), пужеви, скакавци, гусенице и двокрилци ларве. Исхрана на јесен, зиму и рано пролеће углавном постаје воће, укључујући бобице попут кошћела и Hippophae, шипка и припитомљене културе као што су јабуке, грожђе и крушке. Примећено је да једу цвеће Crocus vernus, укључујући и тучке, као извор каротеноида. Зимску исхрану чини храна са планинских региона, укључујући скијалишта, депонија и пикника. Тамо где је доступна додатна храна, зимски јати су већи. Младе птице углавном посећују места са највећом доступношћу хране, попут депонија смећа. Обе врсте крију храну у пукотинама, прикривајући залиху са неколико каменчића.
Увек се храни у групама, које су зими веће него лети, и имају сталан састав у свако годишње доба. Тамо где су ресурси хране ограничени, одрасли доминирају младим птицама, а мужјаци женкама. Подручја за храњење се мењају наизменично током године, у зависности од климатских фактора, доступности и квалитету хране. Током сезоне парења, птице остају изнад дрвореда, иако могу користити храну туриста у склоништима и на излетиштима.
Храњење по дану зими је углавном у или близу дна долине када се снежни покривач продуби, мада се птице враћају на планине како би се склониле. У марту и априлу често посећују села на врховима долина. Путовања због исхране могу обухватити 20 km удаљеност и 1600 m по надморској висини. На Алпима, развој скијања изнад 3000 m је омогућило да више птица остане на високим нивоима зими.
Тамо где се њихови распони преклапају, две врсте се могу хранити заједно током лета, иако постоји само ограничена конкуренција за храну. Италијанско истраживање је показало да је део поврћа у зимској исхрани за црвенокљуну галицу готово искључиво Gagea ископане из земље, док је жутокљуна галица узимала бобице. У јуну, црвенокљуна галица се хранила углавном гусеницама, а жутокљуна лутака дугоногих комараца. Касније током лета, жутокљуна галица се хранила великим бројем скакаваца, док је црвенокљуна у своју исхрану уносила луткице ждралова, ларве мушица и тврдокрилце. На источним Хималајима, у новембру, жутокљуна галица се јавља углавном у шумама, где се хране клекама, које се еколошки разликују од црвенокљуних у истој регији и у исто доба године, које се хране копањем пашњака.

### Природне претње
Међу предаторима који им представљају претњу су сиви соко, сури орао и буљина, док обични гавран им односи гнезда. Запажено је да су жутокљуне галице бежале од тибетанске риђе лисице. Верује се да би овај мобинг могао бити део вежбања када би могле бити потребне праве одбрамбене мере за заштиту јаја или младих.
Жутокљуна галица је домаћин бува Ceratophyllus vagabunda, Frontopsylla frontalis и F. laetus, пантљичара Choanotaenia pirinica и разне врсте паваши у родовима Brueelia, Menacanthus и Philopterus.

## Статус
Жутокљуна галица има опсежан, иако понекад фрагментиран распон, процењен на 1—10 милион квадратних километара и велики број становника, укључујући процењених 260.000 до 620.000 појединаца у Европи. Процењује се да корзиканска популација броји око 2500 птица. У целом свом опсегу, верује се да се врста не приближава праговима за критеријуме опадања глобалне популације са црвене листе Међународне уније за заштиту природе (опада за више од 30% у десет година или три генерације), па се стога оцењује као најмање забрињавајуће.
У последњем глацијалном периоду пре око 18.000 година, јужну Европу су одликовала хладна отворена станишта, а жутокљуна галица је нађена на југу Италије, далеко изван садашњег подручја. Неке од ових периферних праисторијских популација су се задржале до недавно, како би нестале у последњих неколико векова. На Татри, где је популација преживела од глацијалног периода, после 19. века није пронађена гнездећа птица. У Бугарској је број гнездилишта пао са 77 између 1950—1981. на 14 у периоду 1996—2006, а број парова у преосталим колонијама био је знатно мањи. Сматрало се да је до тог пада дошло због губитка некадашњих отворених травњака који су се вратили у раслиње након што је престала опсежна испаша стоке. Станиште за исхрану се губи људским активностима, попут изградње скијалишта и другог туристичког развоја на некадашњим алпским ливадама. Популације су стабилне или се повећавају на подручјима где постоји традиционална пасторална или друга пољопривреда ниског интензитета, али опадају или су локално изумрле тамо где су уведене методе интензивне пољопривредне, као што су Бретања, Енглеска, југозападни Португал и континентална Шкотска.
Жутокљуна галица може бити локално угрожена накупљањем пестицида и тешких метала на планинском тлу, обилном кишом, пуцањем и другим људским сметњама, али дугорочна претња долази од глобалног загревања, што би довело до тога да врста преферира планинску климу тако да се пребаци у виша, ограниченија подручја или локално да потпуно нестане. Фосили обе врсте су пронађени на планинама Канарских Острва. Локално изумирање жутокљуног галица и смањени распон црвенокљуног на острвима су били последица климатских промена и људских активности.